# قانون گل رز
قانون گل رز (به انگلیسی: Rule of Rose) یک بازی ویدئویی در سبک ترس و بقا است که توسط شرکت پانچ‌لاین توسعه یافته و به وسیلهٔ شرکت اتلوس در آمریکای شمالی برای کنسول پلی‌استیشن ۲ منتشر گردید. تاریخ انتشار این بازی در آمریکای شمالی ۱۲ سپتامبر ۲۰۰۶ می‌باشد.

## گیم‌پلی
این بازی ترکیب پیچیده‌ای از بازی ترسناک و ماجرایی می‌باشد. بازیباز در یک فضای وهم آلود باید بدنبال حل معماهای بازی و در نتیجه پیشبرد داستان بازی باشد. گرافیک این بازی بیشتر در محیط‌های سربسته و تاریک اتفاق می‌افتد و موسیقی این اثر به صورت محدود همراه با پخش قطعات نواختن پیانو و ویلنسل در طول بازی است. مکان‌هایی که داستان بازی در آن‌ها اتفاق می‌افتند، عبارتند از: یتیم خانه متروکه، کشتی هوایی و خانه گریگوری.

## داستان

تصویر بازی قانون گل رز

داستان این بازی در مورد دختری نوجوان به نام «جنیفر» می‌باشد که ناخواسته وارد یک یتیم خانه متروکه گردیده و طی ماجراهایی بدنبال حل معمای مرموز این مکان برمی آید. زمان این بازی در طی سال‌های ۱۹۲۰ الی ۱۹۳۰ میلادی اتفاق افتاده و شخصیت‌های فراوانی در طول بازی به بازیباز معرفی می‌گردند.

## معادل انگلیسی
1. ↑  Gregory
2. ↑  Jennifer